# Transculturel
Ne doit pas être confondu avec Interculturel.
Transculturel est un adjectif combinant le préfixe latin trans et la notion de culture(s). Ce terme provient du concept de transculturation élaboré par l'anthropologue et ethnologue cubain Fernando Ortiz Fernández. Il sert à désigner des contacts entre plusieurs cultures au même titre que : interculturel et multiculturel Si ces deux dernières notions décrivent des phénomènes issus du contact entre plusieurs systèmes culturels relativement autonomes, 'transculturel' et 'transculturalité' s'appliquent, quant à eux, à des identités culturelles plurielles, qui remettent en question la représentation de cette autonomie. Comme le suggère le préfixe trans, l'approche transculturelle se situe au-delà des cultures: elle permet d'accéder à un métaniveau, propice à une plus-value interculturelle.

## Médiation transculturelle
Eu égard au caractère hétéronome (c'est-à-dire non-autonome) de la transculturalité, Damien Ehrhardt définit la "médiation transculturelle" comme "l'entremise nécessaire à la transmission et à la diffusion d'objets, de textes, d'œuvres, de discours ou de pratiques d'un système culturel hétéronome à un autre". Cette médiation peut prendre des formes différentes selon qu'elle est accomplie par des médiateurs "personnels" (voyageurs, correspondants à l'étranger…), des institutions (coopération internationale, maisons d'édition spécialisées dans la traduction…) ou des médias. On distingue, par ailleurs, la "médiation bipolaire" ou "multipolaire", s'opérant entre deux ou plusieurs aires culturelles, de la "médiation locale" qui intervient dans un même lieu constituant en soi un espace transculturel.

## "Identité transculturelle" et "syncrétisme culturel"
Nous appartenons pratiquement tous à plusieurs groupes sociaux, parmi lesquels on peut citer, par exemple, la famille, le cercle d'amis, l'association, l'école, la région, l'État, la nation, etc., bien que les groupes concernés ne soient pas les mêmes pour tous. On peut distinguer les processus d'identification à plusieurs groupes sociaux relevant de niveaux différents (nation et association de quartier, par exemple) de ceux qui ne relèvent que d'un seul niveau comme l'État. Damien Ehrhardt ne parle d'"identité transculturelle" que dans le second cas, lorsqu'un individu s'identifie à des groupes sociaux de même niveau et qu'il ne parvient plus à distinguer sa propre culture de celle de(s) autre(s). Cette notion d'identité transnationale rejoint la définition du "syncrétisme culturel" dans l'acception de Hans-Jürgen Lüsebrink qui s'applique au mélange de sa culture avec une autre, impliquant par là-même qu'il n'est plus possible de séparer nettement ce qui relève de l'identité et de l'altérité.

## Société transculturelle
La transculturalité caractérise notre monde d'aujourd'hui, dans lequel des médias comme Internet ou la télévision et les moyens de communication modernes contribuent à promouvoir les contacts et les mélanges entre les cultures. Il en résulte une plus grande diversité culturelle au sein d'une même "nation", mais aussi un renforcement de la compétence interculturelle. La société transculturelle, notion forgée par Wolfgang Welsch en 1997, s'applique à une culture à laquelle tout le monde peut prendre part, quelle que soit sa nationalité.